# ویشکو
ویشکُو (به چکی: Vyškov) شهری در منطقه موراویای جنوبی کشور جمهوری چک است که جمعیت آن در سال ۲۰۰۷ میلادی ۲۱٫۹۵۷ نفر بوده‌است.